# Sanxay (Laos)
Sanxay – dystrykt w Laosie, wchodzący w skład prowincji Attapu.

## Miejscowości
W dystrykcie Sanxay znajduje się 31 miejscowości: Ban Dakbung, Ban Dakdouan, Ban Dakkla, Ban Dakkrong, Ban Dakmaluk, Ban Dakmaluk-Kang, Ban Dakmaluk-Nua, Ban Dakmaluk-Tai, Ban Dakmo, Ban Dakpadou, Ban Dakyat, Ban Dakye, Ban Dakyout, Ban Dakyout-Gnai, Ban Doun, Bang, Ban Het, Ban Tala, Ban Tasseng, Ban Thakkeu-Loum, Ban Thakkeu-Theung, Ban Thakplanongfa, Ban Vangtat, Ban Vangtat, Ban Vangtat-Kang, Ban Vangtat-Nua, Ban Xamlouang, Ban Yak, Ban Yatdong, Ban Yatnou i Thac Hiet